# Fennerogalathea chirostyloides
Fennerogalathea chirostyloides is een tienpotigensoort uit de familie van de Galatheidae. De wetenschappelijke naam van de soort is voor het eerst geldig gepubliceerd in 1993 door Tirmizi & Javed.